# Shepherd Ivory Franz

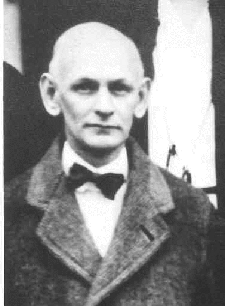
Shepherd Ivory Franz

Shepherd Ivory Franz (ur. 27 maja 1874 w Jersey, zm. 14 października 1933 w Los Angeles) – amerykański fizjolog. Studiował na Columbia University od 1890 do 1899. Od 1907 do 1924 w St. Elizabeth’s Hospital, od 1924 wykładał na University of California.
Chorował na stwardnienie zanikowe boczne.

## Prace
- On the functions of the cerebrum: I. The frontal lobes in relation to the production and retention of simple sensory motor habits. American Journal of Physiology, 8, 1-22 (1902)
- Über die sogenannte Dressurmethode für Zentralnervensystemsuntersuchungen. Zentralblatt für Physiologie, XXL, 583-584 (1907)
- Handbook of mental examination methods. New York: The Journal of Nervous and Mental Disease Publishing Company 1912
- New phrenology. Science, 35, 321-328 (1912)
- Psychology and psychiatry. Psychological Review, 29, 241-249 (1922)
- Nervous and mental re-education. New York: Macmillan Co. 1923